# Serjania papilio
Serjania papilio är en kinesträdsväxtart som beskrevs av Marcus Eugene Jones. Serjania papilio ingår i släktet Serjania och familjen kinesträdsväxter. Inga underarter finns listade i Catalogue of Life.